# 大乗寺丘陵公園
大乗寺丘陵公園（だいじょうじきゅうりょうこうえん）は、石川県金沢市にある公園である。
標高差83mの丘陵地に広がり、金沢市街地と日本海を見渡すことができる。

## 概要
金沢の南部に広がる丘陵地帯の豊かな緑を復元し、永く未来に継承するために整備された金沢を代表する公園（総合公園）。
眼下に金沢の街が広がり、晴れた日には日本海まで見渡すことができる。
約13,000株のツツジをはじめ、ウメ、アジサイ、ツバキ、サクラなどの花木が植えられている。

## 詳細情報[3]

### 所在地
金沢市長坂町・山科町地内

### 面積
22.5ヘクタール（約7万坪）

### アクセス
バス：北鉄バス30番光が丘方面、31番額住宅前方面、32番円光寺経由金沢工業大学、39番泉野三丁目経由太平寺・南ヶ丘病院方面、49番泉野三丁目経由千代野方面行き 「円光寺」停留所 徒歩15分

### 開園時間
- 4月～9月 8時～19時
- 10月～3月 8時～18時

（12月29日～1月3日は閉鎖）

### 駐車場
- 上部駐車場165台（うち身障者用12台）
- 中部駐車場130台（うち身障者用7台）
- 下部駐車場155台（うち身障者用5台）

### トイレ
3カ所（いずれも多目的トイレ併設）
- 上部駐車場出入口付近
- 中部駐車場脇（主園路沿い）
- 見晴らしハウス内